# Invisible (chanson)
Pour les articles homonymes, voir Invisible (homonymie).
Singles de U2
Ordinary Love
(2013) The Miracle (of Joey Ramone)
(2014)
Invisible est une chanson du groupe de rock irlandais U2 sortie en single le 2 février 2014. Elle est produite par le compositeur et DJ américain Danger Mouse. Comme Ordinary Love publié en novembre 2013, elle n'est présente sur aucun album du groupe mais précède de sept mois la sortie de Songs of Innocence.
Teinté d'électronique, cet hymne rock a reçu des avis généralement favorables de la part des critiques musicaux. Invisible a également été classée honorablement dans plusieurs pays et a dominé le palmarès du Billboard Adult Alternative Songs aux États-Unis. Le clip de la chanson a été réalisé par Mark Romanek et sorti le 11 février 2014.

## Historique

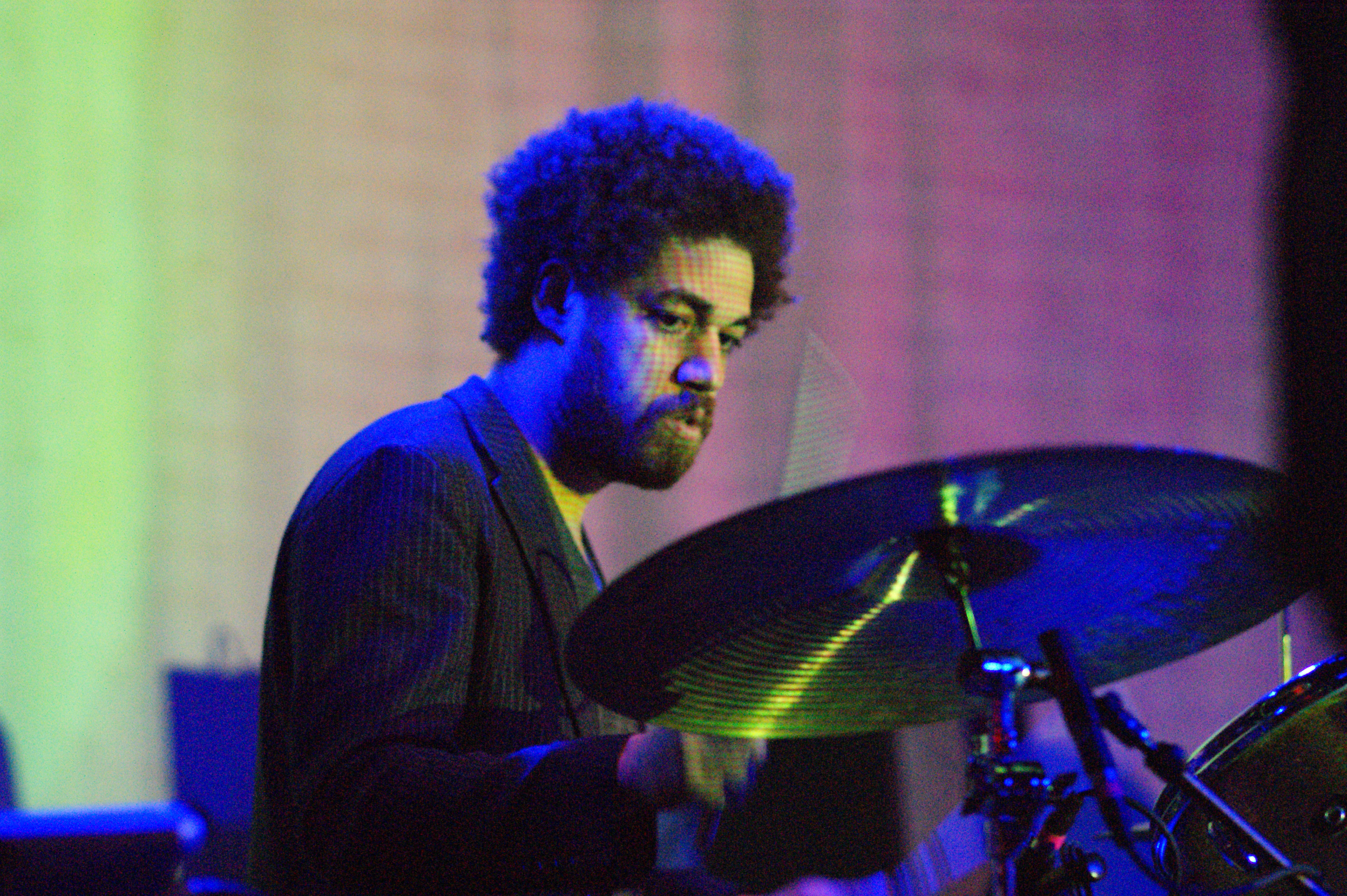
Le titre est produit par Danger Mouse, avec lequel U2 a collaboré pour leur Songs of Innocence.

En 2011, U2 commence à travailler sur son 13e album studio, Songs of Innocence, avec le producteur Danger Mouse. En novembre 2013, le groupe sort son premier titre inédit en 4 ans, "Ordinary Love", enregistré pour les besoins du film Mandela : Un long chemin vers la liberté. Le second titre sorti après la pause du groupe est "Invisible". Cependant, dans une interview donnée à USA Today, Bono explique que ce n'est pas un single de l'album à venir mais juste un titre pour rappeler aux gens que le groupe existe (« a sort of a sneak preview — to remind people we exist ».
Présentée dans une publicité pour le Super Bowl XLVIII, la chanson a été disponible en téléchargement gratuit sur iTunes Store entre le 2 février 2014 et le 3 février 2014. La Bank of America a donné 1 $ pour chaque téléchargement à l'association contre le SIDA, Product Red, fondée par Bono et Robert Shriver. Le single est ensuite mis à la vente et les bénéfices sont reversés à Product Red. La somme de 3 138 470 $ est ainsi récoltée.
Une version alternative du titre apparaît comme morceau caché sur l'édition deluxe de l'album Songs of Innocence, sorti en octobre 2014.

## Clip
Le clip de la chanson est présenté le 11 février 2014. Il est réalisé par Mark Romanek. Il a été tourné dans un hangar de Santa Monica. C'est une vidéo en noir et blanc dans laquelle le groupe se produit sur scène devant un public déchainé. Derrière U2, un écran projette divers effets visuels.

## Crédits
| U2 - Bono – chant principal - The Edge – guitare, claviers, chœurs - Adam Clayton – guitare basse - Larry Mullen, Jr. – batterie, percussion | Autres - Danger Mouse – production - Tom Elmhirst – mixage |

## Classements
| Classements (2014)                                       | Meilleure position |
| -------------------------------------------------------- | ------------------ |
| Autriche (Ö3 Austria Top 40)                             | 39                 |
| Belgique (Flandre Ultratop 50 Singles)                   | 43                 |
| Belgique (Wallonie Ultratop 50 Singles)                  | 9                  |
| Canada (Hot 100)                                         | 44                 |
| Danemark (Tracklisten)                                   | 28                 |
| France (SNEP)                                            | 11                 |
| Allemagne (Media Control AG)                             | 48                 |
| Hongrie (Single Top 40)                                  | 3                  |
| Irlande (IRMA)                                           | 24                 |
| Italie (FIMI)                                            | 6                  |
| Japon (Hot 100)                                          | 38                 |
| Pays-Bas (Single Top 100)                                | 41                 |
| Portugal Digital Songs (Billboard)                       | 2                  |
| Espagne (PROMUSICAE)                                     | 5                  |
| Suisse (Schweizer Hitparade)                             | 22                 |
| Royaume-Uni - UK Singles Chart (Official Charts Company) | 65                 |
| États-Unis (Alternative Songs)                           | 28                 |
| États-Unis (Hot Rock Songs)                              | 15                 |
| États-Unis (Rock Airplay)                                | 12                 |